# Coeficiente de Bunsen
Se denomina coeficiente de Bunsen, también conocido como coeficiente de absorción de Bunsen o coeficiente de solubilidad de Bunsen, (α) a la relación entre el volumen de gas disuelto en un líquido y el volumen de disolvente, cuando el gas en contacto con el líquido se halla a la presión parcial de 1 atmósfera absoluta (101 325 pascales).
Se expresa como:
{\displaystyle \alpha ={\frac {V_{0}}{Vp}}}
donde:
{\displaystyle V_{0}} es el volumen del gas a 0 °C y 101 325 Pa.
{\displaystyle V} es el volumen del disolvente
{\displaystyle p} es la presión parcial del gas en atmósferas (1 atm = 101.325 Pa)
Se debe al químico alemán Robert Wilhelm Bunsen (1811-1899) en un trabajo del 1857.